# Rendición de Juliers
Rendición de Juliers o La rendición de Jülich es un lienzo de Jusepe Leonardo, originalmente en el Salón de Reinos del palacio del Buen Retiro, y actualmente en el Museo del Prado en Madrid.

## Introducción
Jusepe Leonardo fue uno de los pintores más jóvenes, llamados para trabajar en el Salón de Reinos, donde realizó dos de las doce pinturas conmemorativas de victorias militares: El socorro de Brisach y el presente lienzo, cuyo personaje principal es Ambrosio de Spínola, quien también lo es en La rendición de Breda, de Diego Velázquez. En el citado conjunto de doce pinturas, dos de ellas conmemoran hechos de 1622: el presente lienzo y la batalla de Fleurus, de Vicente Carducho.

## Tema de la obra
La ciudad de Jülich —o Juliers— cuyo gobernador era Frederik Pithan, estaba ocupada por tropas holandesas al mando de Mauricio de Nassau. Dicha plaza fue sitiada durante siete meses por un ejército español, comandado por Ambrosio de Spínola, rindiéndose el tres de febrero de 1622. No queda claro si  —como se había estipulado— la salida del ejército holandés se produjera con los debidos honores de "...banderas desplegadas, mechas encendidas y balas en boca", dándole paso libre hacia Nimega.

## Análisis de la obra

### Datos técnicos y registrales
- Madrid, Museo del Prado, n º. de catálogo P000858;[4]
- Pintura al óleo sobre lienzo;
- Dimensiones: 307 x 381 cm;
- Fecha de realización: 1634-1635;
- No está firmado ni fechado;
- Consta con el n º. 245 en el catálogo del Salón de Reinos de 1701.[5]

### Descripción de la obra
En primer plano se representan —ambos a caballo— a Ambrosio de Spínola y a Diego Mexía Felípez de Guzmán, quien había tenido un papel marginal en el asedio, pero fue plasmado por ser familiar del conde-duque de Olivares. El otro protagonista del sitio —Hendrik van den Bergh— no fue figurado, ya que se había pasado a las filas holandesas antes de la realización de este lienzo. Otro general español va a pie, acompañado por un escudero, que mira hacia el espectador señalando hacia el acto de la rendición. Al fondo se representa la ciudad, con la salida de las tropas protestantes.
La atención se concentra en el gesto de Spínola, recibiendo las llaves de Juliers de manos del gobernador quien —sumisamente arrodillado— está acompañado por otros oficiales holandeses. La composición del lienzo forma una diagonal y está muy bien resuelta, con colores claros y luminosos, que denotan gran seguridad técnica y confieren unidad dentro de la variedad de formas. Los personajes son de gran valor retratístico, aunque Leonardo tuvo que acudir a retratos anteriores de otros pintores, ya que Spínola había muerto en 1630, y Diego Mexía no se encontraba en Madrid cuando se encargó el cuadro, El espacio está bien compuesto, con una adecuada transición entre el primer plano y el fondo, gracias a un uso acertado de la perspectiva y de la escala.

## Procedencia
1. Colección Real (Palacio del Buen Retiro, Madrid, 1701, [n º. 245];
2. Buen Retiro, 1794, n º. 518;
3. Palacio Real, Madrid, pinturas descolgadas en el callejón de tribunas, 1814-1818, n º. 518).[4]